# Weinbach (Wipperfürth)
Weinbach ist eine Ortschaft in der Gemeinde Wipperfürth im Oberbergischen Kreis im Regierungsbezirk Köln in Nordrhein-Westfalen (Deutschland).

## Lage und Beschreibung
Der Ort liegt im Südwesten der Stadt Wipperfürth an der Landesstraße L286. Der Ort besteht aus zwei getrennt voneinander liegenden Siedlungsbereichen. Oberweinbach liegt auf der Wasserscheide zwischen Wupper und Agger. Unterweinbach liegt 500 m nördlich davon an der Einmündung der L286 in die Bundesstraße B506. Nachbarorte sind Klingsiepen, Wildblech, Münte, Eichholz und Erlen.
Politisch wird Weinbach durch den Direktkandidaten des Wahlbezirks 7.1 (071) südwestliches Stadtgebiet im Rat der Stadt Wipperfürth vertreten.

## Geschichte
1577 wird der Ort erstmals unter der Bezeichnung „Wienbeck“ als ein zur St. Marien-Vikarie der Kirche in Wipperfürth gehöriger Hof genannt. Die Topographische Aufnahme der Rheinlande von 1825 zeigt zwei umgrenzte Hofräume unter dem gemeinsamen Namen „Winbek.“ An der Stelle von Unterweinbach zeigt die Karte drei getrennt voneinander liegende Grundrisse. In der Preußischen Uraufnahme von 1840 wird „Wienbeck“ genannt. Ab der topografischen Karten der Jahre 1894 bis 1896 lautet der Ortsname Weinbach.
Ein steinernes Wegekreuz steht im Bereich von Oberweinbach. Das Alter des Kreuzes ist nicht bekannt.

## Busverbindungen
Über die Haltestellen Unterweinbach und Weinbach der Linien 426, 427 und 429 (VRS/OVAG) ist Weinbach an den öffentlichen Personennahverkehr angebunden.

## Wanderwege
Der vom SGV markierte Zugangsweg zum Wipperfürther Rundweg führt durch den Ort. Der Weg kommt von Wipperfürth und trifft bei Oberschwarzen auf den Rundweg.